# Штенгелов, Денис Николаевич
Денис Николаевич Штенгелов (род. 14 мая 1972, Губино, Томская область) — российский долларовый миллиардер с состоянием, по оценке Forbes на 2023 год, 1,3 млрд долларов. Владелец сети магазинов «Ярче!» (более 550 магазинов). Владелец футбольного клуба КДВ.

## Биография
Родился 14 мая 1972 года в деревне Губино Томского района Томской области. В 1994 году окончил экономический факультет Томского государственного университета.
В 1994 году начинал с мелкооптовой торговли сырыми семечками.
В 1997 году приобрёл с партнёрами кондитерскую фабрику в Кемеровской области.
В 2002 году сформировал холдинг «КДВ-групп», объединяющий пять пищевых комбинатов в Сибири и на Урале.
С тех пор компании бизнесмена являются крупнейшими производителями снеков в России — вафель, сухариков «Кириешки» и «Три корочки», чипсов «Хрустящий картофель», морепродуктов «Beerka» и «Баренцев».
В 2021 году KDV Group, входящую в группу компаний KDV, приобрела компанию Liberty Orchards, американского производителя фруктово-ореховых конфет Aplets & Cotlets. Кроме конфет компания сможет импортировать в США более 700 наименований продуктов питания.
В том же году была запущена сеть супермаркетов непродовольственных товаров Hit Super Price в Новосибирске и Бердске. В 2022 году все новосибирские магазины сети закрылись, остался только бердский. К 2024 году закрыты все магазины.
С конца 2008-го Денис Штенгелов живёт в штате Квинсленд, Австралия.
По словам самого Штенгелова, принцип его успеха таков: «Мы в принципе строим бизнес-модель и на постоянном росте, и на выжигании ненужных издержек».
После пожара в ТРК «Зимняя вишня» в Кемерове выплатил по 3 млн рублей семьям погибших и создал благотворительный фонд.
В 2023 году КДВ-групп заработала рекордные почти 20 млрд рублей, увеличив за год чистую прибыль в четыре раза и обеспечив владельца дивидендами на сумму в 5 млрд рублей. Прибыль сельскохозяйственного холдинга «РостПозитивИмпульс» составила 1,24 млрд рублей, показав рост в 13 раз.